# Рашков, Дмитрий Петрович
Дмитрий Петрович Рашков (1831—1916) — русский геодезист и общественный деятель.

## Биография
Родился 25 января (6 февраля) 1831 года в Москве, «из обер-офицерских детей», как сказано в его формулярных списках, хранящихся в РГИА (Ф. 1343. — Оп. 28. — Д. 920) и в ЦГИАМ (Ф. 1905. — Оп. 1. — Д. 278; Ф. 4. — Оп. 10. — Д. 1804)".
В 1851 году окончил Константиновский межевой институт (1-й разряд, межевым инженером с чином подпоручика) и был оставлен на дополнительных курсах для подготовки к педагогической деятельности.
В 1851—1853 годах принимал участие в научных экспедициях: в 1851 году — в Киеве по наблюдению полного солнечного затмения, в 1853 — по исследованию аномалии силы тяжести в окрестностях Москвы. В 1855—1858 годах в составе Сибирской экспедиции Русского географического общества на астроопределениях; состоял при штабе генерал-губернатора графа Н. Н. Муравьёва-Амурского, производилл геодезическую съёмку бассейнов Ангары и Амура. В 1856 году произведён в поручики.
С 1861 по 1864 год стажировался в нескольких университетах и обсерваториях Западной Европы, был вольным слушателем Берлинского университета, занимался в Парижском университете, посетил обсерватории Лондона, Альтоны, Гамбурга, Копенгагена.
С 1864 года — штабс-капитан, с 1866 — капитан Межевого корпуса Министерства юстиции. В 1867 году он организовал Российскую экспедицию по наблюдению полного солнечного затмения (англ.).
С 1869 года — преподаватель математики, а в 1873—1874 годах — директор в Комиссаровском техническом училище. С 1874 года и до конца жизни преподавал в Константиновском межевом институте; был старшим преподавателем геодезии, старшим воспитателем, инспектором; жил в доме института на Ст. Басманной.
В 1875—1879 годах был руководителем экспедиции по съёмке и нивелировке Москвы; впервые «Нивелирный план Москвы» (1:8400 горизонтали проведены через 1 сажень) был издан в 1879 году, затем переиздавался. За это план на Всероссийской промышленно-художественной выставке 1882 года в Москве Рашкову была присуждена высшая награда — диплома 1-го разряда.
В 1876—1899 годах Д. П. Рашков также состоял нештатным преподавателем военной топографии в Александровском военном училище.
С 23 декабря 1888 года — действительный статский советник; был награждён орденами:
- Св. Анны 2-й ст. (1874), 3-й ст.
- Св. Владимира 3-й ст (1883), 4-й ст.
- Св. Станислава 1-й ст. (1892), 2-й ст., 3-й ст.

С 1898 года он был председателем Топографо-геодезической комиссии Московского общества любителей естествознания, антропологии и этнографии
В 1901 году, когда, отмечалось 50-летие научной и педагогической деятельности Д. П. Рашкова, по подписке был образован капитал и учреждена «премия имени Рашкова» за исследования в области геодезии и картографии. Её лауреатами впоследствии стали Ф. Н. Красовский и А. С. Чеботарёв.
Жена — дочь ротмистра, Мария Николаевна. В 1879 году вместе с детьми Владимиром и Еленой был внесён в III часть Дворянской родословной книги Московской губернии. Кроме них в семье родились Екатерина, Василий Георгий.
Вышел в отставку в 1908 году. Умер в Москве в июле 1916 года; справочник «Московские профессора XVIII — начала XX веков» (М., 2003) датой смерти указывает 20 июля, «Биографический словарь. Высшие чины Российской Империи…» (М., 2017) — 21 июля 1916 года.